# ۷۶۱ (قمری)
۷۶۱ (قمری)، هفتصد و شصت و یکمین سال در گاهشماری هجری قمری است. اول محرم این سال برابر با اول دسامبر سال ۱۳۵۹ میلادی است.